# Popsoul
Popsoul is een muziekgenre waarin de stijl soul zodanig is aangepast, dat het toegankelijker wordt voor een groter publiek. In de stijl zijn de stemgeluiden nog steeds rauw, maar past het geluid beter bij de speellijsten van radiostations van popmuziek.
Een muzieklabel dat pionierde met deze stijl, was Motown. Artiesten van dit label zorgden ervoor dat deze stijl zich gedurende de jaren zestig van de 20e eeuw ontwikkelde als een van de populairste genres in de popmuziek. De stijl ontwikkelde zich in de tien jaar daarna verder en zorgde voor de opkomst van de discomuziek.
Bekende artiesten uit de 20e eeuw die muziek in dit genre uitbrachten zijn onder meer Ben E. King, Stevie Wonder en Simply Red. Een recenter voorbeeld is de Belgische band Soulsister.